# San Andrés (kommunhuvudort)
San Andrés är en kommunhuvudort i Guatemala.   Den ligger i kommunen Municipio de San Andrés och departementet Petén, i den norra delen av landet, 270 km norr om huvudstaden Guatemala City. San Andrés ligger 132 meter över havet och antalet invånare är 7 235. Den ligger vid sjön Lake Petén Itzá.
Terrängen runt San Andrés är huvudsakligen platt, men den allra närmaste omgivningen är kuperad. Runt San Andrés är det mycket glesbefolkat, med 6 invånare per kvadratkilometer. Närmaste större samhälle är San Benito, 5,5 km söder om San Andrés. 